# David Johnson
David Edward Johnson (Liverpool, 23 ottobre 1951 – 23 novembre 2022) è stato un calciatore e allenatore di calcio inglese, di ruolo attaccante.

## Palmarès

### Giocatore

#### Competizioni nazionali
- Campionato inglese: 4

Liverpool: 1976-1977, 1978-1979, 1979-1980, 1981-1982
- Charity Shield: 4

Everton: 1970
Liverpool: 1977, 1979, 1980
- Coppa di Lega inglese: 2

Liverpool: 1980-1981, 1981-1982

#### Competizioni internazionali
- UEFA Champions League: 3

Liverpool: 1976-1977, 1977-1978, 1980-1981
- Supercoppa UEFA: 1

Liverpool: 1977
- Texaco Cup: 1

Ipswich Town: 1973